# Кућа др Станоја Станојевића
Кућа др Станоја Станојевића је у Београду, на територији градске општине Стари град, подигнута је у периоду од 1897. до 1899. године. Представља непокретно културно добро као споменик културе. Кућа представља у функционалном просторном склопу репрезентативни вид становања грађанске класе.

## Станоје Станојевић
Станоје Станојевић (Нови Сад, 12/24. август 1874 — Беч, 30. јул 1937) је био српски историчар, први српски енциклопедиста, члан Српске краљевске академије и редовни професор Београдског универзитета.